# Horná Ves (powiat Żar nad Hronem)
Horná Ves – wieś (obec) na Słowacji położona w kraju bańskobystrzyckim, w powiecie Żar nad Hronem. Pierwsze wzmianki o miejscowości pochodzą z roku 1429. 
Według danych z dnia 31 grudnia 2012, wieś zamieszkiwało 705 osób, w tym 358 kobiet i 347 mężczyzn.
W 2001 roku rozkład populacji względem narodowości i przynależności etnicznej wyglądał następująco:
- Słowacy – 97,15%
- Czesi – 0,81%
- Niemcy – 0,41%
- Węgrzy – 0,68%

Ze względu na wyznawaną religię struktura mieszkańców kształtowała się w 2001 roku następująco:
- Katolicy rzymscy – 70,56%
- Ewangelicy – 4,07%
- Ateiści – 22,25%
- Nie podano – 2,58%